# Cementerio Judío de la Sinagoga de Willesden
El Cementerio Judío de la Sinagoga de Willesden es un cementerio para Judíos en Beaconsfield Carretera, Willesden, en el Borough of Brent, Inglaterra. Abierto en 1873 y con un tamaño de 0,08 km². Ha sido descrito como el "Rolls Royce" de los cementerios judíos de Londres y está designado como Grado II en el Register of Historic Parks and Gardens de Jardines y Parques Históricos. El cementerio, el cual tiene 29 800 tumbas, tiene muchos monumentos significativos. Cuatro de ellos están listados en el Grado II. Incluyen la tumba de Rosalind Franklin, codescubridora de la estructura del ADN.
En 2015, la United Synagogue, la cual posee y dirige el cementerio, obtuvo una subvención del National Lottery Heritage Fund para restaurar algunas características claves del cementerio y para crear un centro de visitantes, una exposición permanente y una web-proyecto de educación basada en el proyecto de patrimonio del cementerio, Casa de Vida, oficialmente abierta a visitantes el 7 de septiembre de 2020:  tiene un programa que ha incluido visitas de excursionismo, un festival literario on-line ("Líneas de Vida") y una exposición en la Biblioteca de Willesden.

## Historia y patrimonio
El cementerio, que se desarrolló en una tierra adquirida por All Souls College, Oxford , abrió en 1873, tres años después de que la Sinagoga Unida fuera establecida por Acto de Parlamento. Este se expandido en 1890, en 1906 y entre 1925 y 1926. El cementerio y sus edificios fúnebres en estilo gótico inglés, fueron diseñados por el arquitecto Nathan Solomon Joseph (1834–1909).
En 2017 Inglaterra Histórica listó el cementerio en Grado II basándose en que era la primera empresa de la Sinagoga Unida; en sus asociaciones con muchos individuos y familias influyentes quiénes están enterrados allí; su diseño global por un arquitecto judío prominente; "la calidad, la opulencia y la variedad mostradas por los monumentos como grupo, reflejando ambas tradiciones judías e influencias inglesas"; y su supervivencia tras el paso de los años – "el Cementerio Viejo queda intacto, mientras su evolución subsiguiente está bien-documentada y legible".

## Tumbas y monumentos listados de guerra
El cementerio tiene 33 conocidas tumbas de guerra del servicio de la Primera Guerra Mundial, seis de las cuales forman un grupo pequeño por la Sala de la Asamblea y 77 de la Segunda Guerra Mundial, 22 de ellos agrupados en una parcela de tumbas de guerra. Estos incluyen la tumba de Dudley Joel (1904@–1941), empresario y político del Partido Conservador, quién murió en Segunda Guerra Mundial.
En el lugar de una Cruz de Sacrificio, un monumento diseñado por Ralph Hobday en forma de obelisco fue instalado en 1961 por la comisión de Tumbas de Guerra en frente de la parcela de tumbas de guerra de la Segunda Guerra Mundial. Conmemora ambas guerras mundiales. Israel Brodie, el Jefe Rabino, consagró el monumento, el cual fue descubierto por Sir Gerald Templer.

## Otros monumentos
Hay otros tres monumentos listados como Grado II en el cementerio:
- La tumba de Maximilian (Max) Eberstadt (1844@–1891), que fue secretario del banquero de mercader británico Ernest Cassel. Su tumba fue diseñada por Edward Burne-Jones.[16][17]
- La tumba de Rosalind Franklin (1920@–1958), una química y experta en cristalografía de rayos-x, codescubridora de la estructura de ADN[18]
- Las tumbas y recintos de entierro del Barón Mayer Amschel de Rothschild (1818@–1874), un empresario y afiliado del Partido Liberal, su mujer Juliana (1818@–1874) y su hija  Hannah Primrose (1851–1890), que se convirtió en condesa de Roseberry, anfitriona política y filántropa. Sus tumbas fueron albergadas en un mausoleo construido en 1890, pero fue destruido por una bomba en la Segunda Guerra Mundial en 1941.

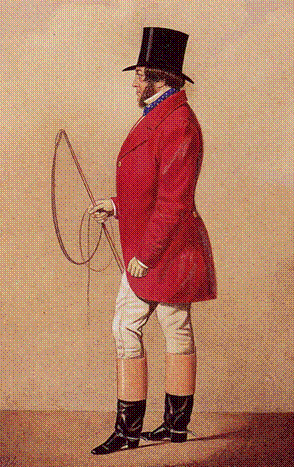
Pintura del Barón Mayer Amschel de Rothschild
Hannah, Condesa de Rosebery, pintado por Frederic, Lord LeightonHannah, Condesa de Rosebery, pintado por Frederic, Lord Leighton
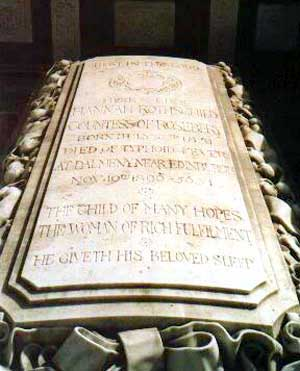
Tumba de Hannah Primrose, Condesa de Rosebery